# Cuoův komentář
Cuoův komentář nebo Cuova tradice (čínsky v českém přepisu Cuo čuan, pchin-jinem Zuǒ zhuàn, znaky zjednodušené 左传, tradiční 左傳) je jedním ze tří hlavních komentářů k Letopisům jar a podzimů.

## Historie a obsah
Cuoův komentář patří vedle Kung-jangova komentáře a Ku-liangova komentáře ke třem nejvýznamnějším komentářům Letopisů jar a podzimů. Tradičně je připisován Cuo Čchiou-mingovi (nebo Cuo-čchiou Mingovi, 左丘明, 556–451 př. n. l.), současníkovi Konfucia. O Cuově autorství se pochybuje od tchangské éry, podle moderního bádání vznikl nejpozději před rokem 389 př. n. l. První zmínky o něm jsou až z období Chan, z počátku 1. století n. l., kdy ho vydal a prosazoval Liou Sin († 23 n. l.). Zachovalo se však až vydání Tu Jüa ze 3. století.
V raně chanském období, kdy mezi učenci vládla škola nového textu, byl hlavním a oficiálním komentářem Letopisů Kung-jangův komentář. V polovině 1. století př. n. l., za vlády císaře Süana, se stejného uznání dostalo i Ku-liangovu komentáři. Až roku 99 n. l. byl Cuoův komentář pod vlivem školy starého textu oficiálně uznán a zařazen mezi výukové texty ve státních školách.
Dílo obsahuje věcné i filologické komentáře k Letopisům jar a podzimů. Na rozdíl od Kung-jangova a Ku-liangova komentáře však obsahuje i soubor vyprávění a anekdot, nejstarší ukázky čínské narativní prózy. Značná část Cuova komentáře tak nemá přímý vztah k Letopisům a představuje nezávislou tradici poučných příběhů vztahujících se ke stejnému historickému období, jejímž jiným zástupcem jsou Promluvy ze států. Tato tradice zanikla koncem období Válčících států, navázal na ni až S’-ma Čchien v Zápiscích historika.
Nejvíce příběhů Cuova komentáře se týká státu Ťin, pak Čchi a Čeng, v závěru se pozornosti dostává Čchu. Zachovaná verze komentáře je konfuciánská, přičemž konfucianismus překrývá pragmatické hodnoty původních autorů textu. Čínští vzdělanci si na komentáři cenili vytříbený styl, objevuje se v něm kontrastní srovnávání charakterů postav.